# مرسوم تجنيس صوفيا
مرسوم تجنيس الأميرة صوفيا أميرة هانوفر الناخبة وذريتها، بحيث كان أحد مراسيم البرلمان الإنجليزي عام 1705 وقد تلا هذا المرسوم مرسوم التولية عام 1701، وعملًا بهذا المرسوم أصبحت صوفيا وذريتها من البروتستانت لهم حق الخلافة على عرش بريطانيا العظمى، واستبعاد أبناء وأحفاد الملك جيمس الكاثوليكين، وقد أصبح ابنها جورج الأول ملكًا على بريطانيا بعد وفاتها في 1714 قبل الملكة بـ أسبوعين، وكانت صوفيا حفيدة جيمس الأول ملك إنجلترا من خلال أبنته أليزابيث، ملكة بوهيميا وناخبة بالاتينات، بحيث لا تعد هي امرأة إنجليزية أنها لم تولد في إنجلترا بل في ولدت في المنفى لاهاي وتعتبر أميرة بالاتينات بالولادة وأيضا اعتبر أميرة هانوفر بالزواج، وقد منحها هذا المرسوم وسلالتها القادمة من إذا كانوا من البروتستانت بصفتهم رعايا إنجليز، وكل من جاء من ذريتها يطلب التجنس بجنسيتها الإنجليزية.